# Trương Ma Ni

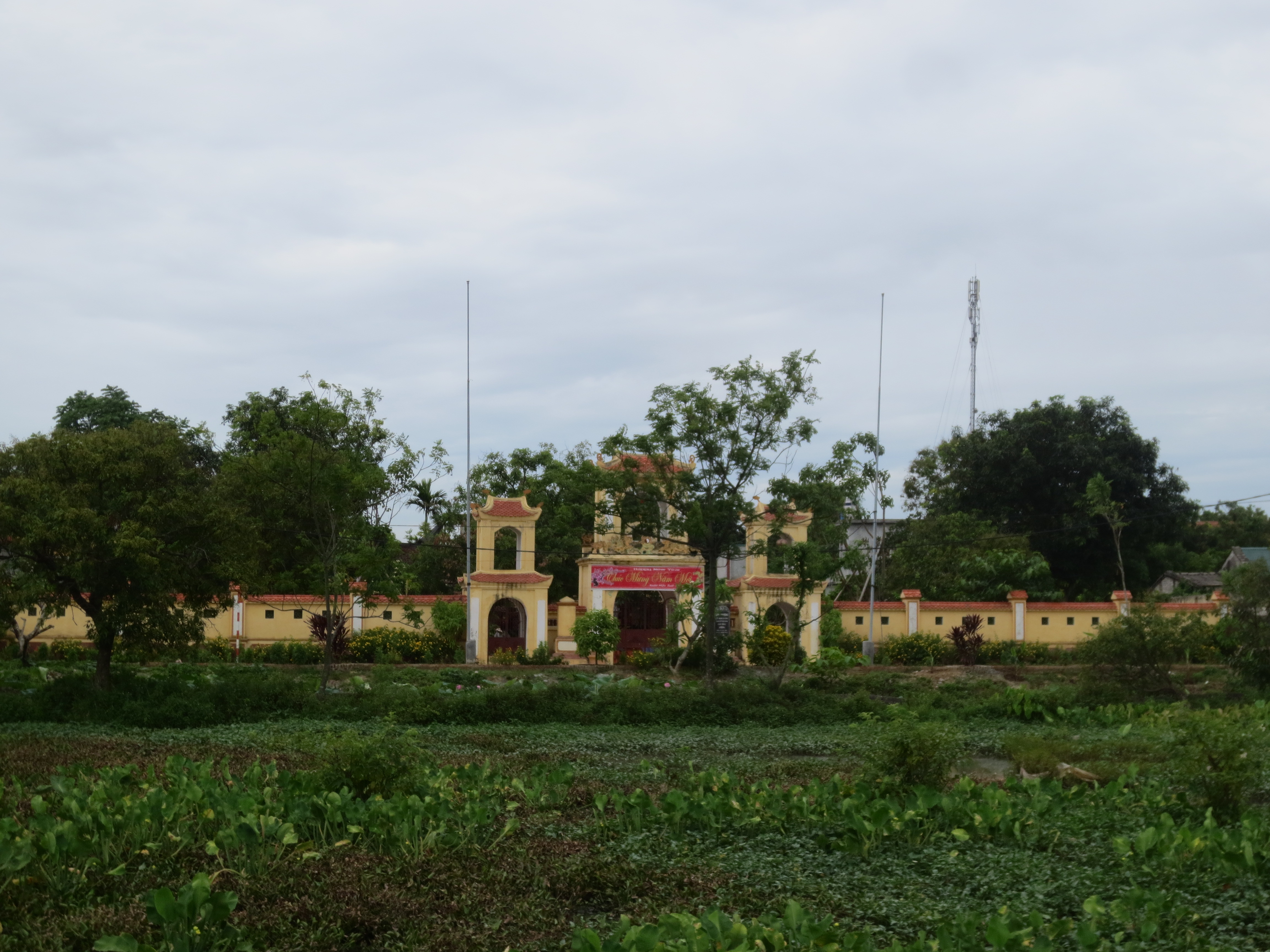
Đền Thượng, nơi thờ Võ sư Trương Ma Ni thời Đinh

Trương Ma Ni (chữ Hán: 張麻尼) là một danh nhân Việt Nam ở thế kỷ thứ X. Ông cùng với Nguyễn Bặc, Đinh Điền, Lưu Cơ, Lê Hoàn, Trịnh Tú, Ngô Chân Lưu, Đặng Huyền Quang  là những công thần có nhiều công lao trong buổi đầu thành lập nhà nước Đại Cồ Việt nên được Đinh Bộ Lĩnh phong chức và được chép trong chính sử.
Trương Ma Ni là người phủ Trường Yên, châu Đại Hoàng, nay thuộc tỉnh Ninh Bình. Trước khi về với Đinh Bộ Lĩnh, ông là giáo chủ của một võ phái. Ông có một người con trai tên là Trương Ma Sơn (có thuyết gọi Trương Quán Sơn), được Vua Đinh kén gả cho Công chúa Phù Dung. Sử cũ ghi lại, sau khi Đinh Bộ Lĩnh lên ngôi hoàng đế thì giao động Am Tiên cho võ sư Trương Ma Ni và phò mã Trương Ma Sơn phụ trách và cải tạo nơi hiểm trở này thành một pháp trường chuyên xử những kẻ có tội để giúp vua trị nước.
Vua Đinh Tiên Hoàng phong cho Trương Ma Ni làm Tăng lục đạo sĩ, mở phủ ở động Am Tiên. Thời Đinh phật giáo là quốc giáo mà đứng đầu là quốc sư Khuông Việt, giới văn nhân trong nước hầu hết ở trong hàng Tăng Sĩ. Trương Ma Ni được phong Tăng lục đạo sĩ, tức một chức quan quản lý về phật giáo. Khi Nhà Đinh mất ngôi về tay Nhà Tiền Lê, Trương Ma Ni cũng xuất gia tu hành và không tham gia chính sự nữa.
Gia Cát Thị khi soạn Tân đính hiệu bình Việt điện u linh tập 3, tờ 110 ở Phù Đổng Thiên Vương truyện chép: "Thần Vương tức Thiên Vương. Xưa thời Hùng Vương có công chinh phạt định nước, nhận phong ở đây. Đến khi họ Triệu bị người Hán thôn tính, đất đai biên giới đều bị nội thuộc, lại trải binh họa đốt cháy, đền miếu tiêu điều. Miếng ngói tức rường tán mất gần hết... Gặp có nhà sư Trương Ma Ni tìm được đúng dấu xưa. Bèn hưng công xây dựng danh lam, mở mang đất đai, để làm nơi thờ Phật đốt hương, gọi tên là chùa Kiến Sơ. Bên phải cửa trước chùa lại dựng một miếu thổ thần để làm nơi tụng đọc kinh sách". Như vậy, Trương Ma Ni là người có công mở rộng chùa Kiến Sơ ở Hà Nội vào thời Đinh.

## Tôn vinh
Hang chính của động Am Tiên thuộc khu di tích cố đô Hoa Lư ở Ninh Bình vừa là một chùa đá thờ Phật và thiền sư Nguyễn Minh Không, vừa là một đền thờ các vị danh nhân thời Đinh là 2 cha con quan Trương Ma Ni và Trương Ma Sơn cùng thái hậu Dương Vân Nga.
Một nơi khác nữa ở Ninh Bình thờ Trương Ma Ni và con trai Trương Quán Sơn là di tích đền Thượng, đền Hạ tại phường Ninh Mỹ, thành phố Hoa Lư.
Trương Ma Ni cũng là một danh nhân tiêu biểu được tôn vinh tại nhà thờ họ Trương Việt Nam, công trình kiến trúc bên núi Nương Sơn ở thị trấn Thiên Tôn – nơi cha con ông từng tu tập võ nghệ giúp đời.